# Moritz Mausser
Moritz Mausser (* 2. Mai 2000 in Wien) ist ein österreichischer Theaterschauspieler.

## Persönliches
Mausser wuchs in Baden bei Wien auf.
Er studiert Musik und Kunst an der Privatuniversität der Stadt Wien und übernahm ab 2016 kleinere Rollen. Seinen Durchbruch schaffte er als Titeldarsteller des „Hans Hölzel/Falco“ in der Ronacher-Produktion des Musicals Rock Me Amadeus (Oktober 2023-Juni 2025).
Im Mai 2025 wurde er für die Rolle des „Friedrich“ vorgestellt, den er im vom Ronacher produzierten Musical „Maria Theresia“ ab Herbst 2025 verkörpern wird.
Die Premiere findet hierzu am 10. Oktober 2025 statt.

## Rollen (Auswahl)
- 2016 – Pinocchio in Pinocchio Superstar
- 2017 – Fuchs in Der kleine Prinz
- 2018 – Hutmacher in Alice im Wunderland
- 2019 – Fräulein Rottenmaier in Heidi
- 2020 – Huck in Tom Sawyer und Huckleberry Finn
- 2021 – Laurie Laurence in Little Women
- 2022 – King John in Robin Hood
- 2023/2024 – Kronprinz Rudolf in Elisabeth
- 2023–2025 – Hans Hölzel/Falco in Rock Me Amadeus
- ab Oktober 2025 – Friedrich II. von Preussen in Maria Theresia

## Preise/Auszeichnungen (Auswahl)
- 2019 – 1. Preis des Papageno Awards; Kategorie: Nebenrolle[4]
- 2021 – Gewinner des „Walter Jurmann Wettbewerbs“